# Caracteristică (algebră)
În teoria algebrică a inelelor și a corpurilor, caracteristica este un număr caracteristic unui inel sau corp care arată de câte ori trebuie adunat elementul neutru multiplicativ pentru a se obține elementul neutru aditiv.
Dacă acest lucru nu este posibil, se va considera că această caracteristică are valoarea zero.

## Caracteristica unui inel
Se consideră un inel unitar nenul notat  {\displaystyle A(+,\cdot )} .
Dacă elementul 1 are ordinul infinit în grupul  {\displaystyle A(+,\cdot )}  se spune că A este un inel de caracteristică 0 și se scrie  {\displaystyle \mathbf {car} \;(A)=0.} 
Deci:
 {\displaystyle \mathbf {car} \;(A)=0\;\Leftrightarrow \;n\cdot 1\neq 0,\;\forall n\in \mathbb {N} ^{*}.} 
Dacă ordinul lui 1 în grupul  {\displaystyle (A,+)}  este p, se spune că inelul A are caracteristică p și se scrie  {\displaystyle \mathbf {car} \;(A)=p.} 
Acest lucru revine la a spune că p este cel mai mic număr natural nenul cu proprietatea că  {\displaystyle p\cdot 1=0.} 
De exemplu, inelul întregilor este un inel de caracteristică 0, pe când  {\displaystyle \mathbb {Z} _{3}}  este inel de caracteristică 3.
Observație.
Dacă inelul  {\displaystyle A(+,\cdot )}  este domeniu de integritate de caracteristică p, atunci p este număr prim.
Într-adevăr, dacă p nu ar fi prim, atunci de poate scrie  {\displaystyle p=p_{1}\cdot p_{2}}  cu  {\displaystyle p_{1},p_{2}}  numere naturale mai mici decât p și diferite de 1 și p.
Cum  {\displaystyle p\cdot 1=0}  iar  {\displaystyle (p_{1}\cdot p_{2})\cdot 1=(p_{1}\cdot 1)\cdot (p_{2}\cdot 1)}  obținem că  {\displaystyle (p_{1}\cdot 1)\cdot (p_{2}\cdot 1)=0}  și cum A este domeniu de integritate, se deduce că  {\displaystyle p_{1}\cdot 1=0}  sau  {\displaystyle p_{2}\cdot 1=0,}  contradicând minimalitatea lui p cu proprietatea că  {\displaystyle p\cdot 1=0.}

## Caracteristica unui corp
Caracteristica unui corp {\displaystyle \mathbb {K} \!} este zero dacă acest corp conține un corp izomorf cu corpul {\displaystyle \mathbb {Q} \!} al numerelor raționale, iar în caz contrar este numărul prim] p, pentru care:
{\displaystyle {\underset {de\;p\;ori}{\underbrace {e+e+\cdots +e} }}=0,\!}
unde e este elementul neutru pentru operația de înmulțire din {\displaystyle \mathbb {K} .\!}
Caracteristica unui corp {\displaystyle \mathbb {K} \!} se determină astfel:
se consideră omomorfismul de inele {\displaystyle f:\mathbb {Z} \rightarrow \mathbb {K} ,\!} definit prin:
{\displaystyle f(1)=e\!} deci {\displaystyle f(-1)=-e\!} și
{\displaystyle f(n)={\begin{cases}{\underset {de\;n\;ori}{\underbrace {e+e+\cdots +e} }},&pentru\;n>0\\{\underset {de\;-n\;ori}{\underbrace {-e-e-\cdots -e} }},&pentru\;n<0\end{cases}}\!}
și nucleul său, care fiind un subgrup în {\displaystyle \mathbb {Z} ,\!} are forma {\displaystyle p\mathbb {Z} ,\!} cu p întreg pozitiv.
Dacă {\displaystyle p=0,\!} atunci {\displaystyle \mathbb {Q} \subset \mathbb {K} ,\!} deci {\displaystyle \mathbb {K} \!} are caracteristica zero.
Dacă {\displaystyle p\neq 0,\!} atunci p este un număr prim și caracteristica lui {\displaystyle \mathbb {K} \!} este p.